# Bulbophyllum vagans
Bulbophyllum vagans é uma espécie de orquídea (família Orchidaceae) pertencente ao gênero Bulbophyllum. Foi descrita por Oakes Ames e Robert Allen Rolfe em 1907.